# 임의채권
임의채권이란 채권의 목적은 하나의 급부에 특정되어 있으나, 채권자 또는 채무자가 다른 급부로서 급부에 갈음할 수 있는 권리를 가지는 채권을 말한다.  임의채권은 당사자 사이의 약정에 의해 발생하는 것이 보통이지만 법률의 규정에 의해 발생하는 경우도 있다.

## 같이 보기
- 선택채권
- 이자채권
- 금전채권
- 종류채권
- 특정물채권

## 참고 문헌
- 이상태, 《물권 채권 준별론을 취한 판덱텐체계의 현대적 의의》, 건국대학교출판부, 2006. ISBN 8971074310.